# OpenSSL
OpenSSL은 네트워크를 통한 데이터 통신에 쓰이는 프로토콜인 TLS와 SSL의 오픈 소스 구현판이다. C 언어로 작성되어 있는 중심 라이브러리 안에는, 기본적인 암호화 기능 및 여러 유틸리티 함수들이 구현되어 있다.
OpenSSL은 Eric A. Young과 Tim Hudson이 만든 SSLeay에 기반을 두고 있다. SSLeay의 개발은 Young과 Hudson이 RSA Security로 적을 옮긴 1998년 12월 이래 비공식적으로 중단되어 있다.
거의 모든 버전의 유닉스 계열 운영 체제(솔라리스, 맥 OS X, 리눅스, BSD 포함) 및 OpenVMS, 윈도우에서 OpenSSL을 이용할 수 있다.

## 주요 버전 배포 현황
각 버전의 정식 출시일을 기준으로 작성하였다.
- OpenSSL 3.0.0 - 출시일: 2021-09-07[3]
- OpenSSL 1.1.1 - 출시일: 2018-09-11[4]
- OpenSSL 1.1.0 - 출시일: 2016-08-25
- OpenSSL 1.0.2 - 출시일: 2015-01-22
- OpenSSL 1.0.1 - 출시일: 2012-03-14
- OpenSSL 1.0.0 - 출시일: 2010-03-29
- OpenSSL 0.9.8 - 출시일: 2005-07-05
- OpenSSL 0.9.7 - 출시일: 2002-12-31
- OpenSSL 0.9.6 - 출시일: 2000-09-24
- OpenSSL 0.9.5 - 출시일: 2000-02-28
- OpenSSL 0.9.4 - 출시일: 1999-08-09
- OpenSSL 0.9.3 - 출시일: 1999-05-25
- OpenSSL 0.9.2b - 출시일: 1999-03-22
- OpenSSL 0.9.1c - 최초 출시일: 1998-12-23

## 알고리즘
OpenSSL은 각기 다른 다양한 암호화 알고리즘을 지원한다:
암호문(cipher)
AES, 블로피시, Camellia, CAST-128, DES, IDEA, RC2, RC4, RC5, 트리플 DES, GOST 28147-89
암호학의 해시 함수
MD5, MD2, SHA-1, SHA-2, MDC-2
공개 키 암호 방식
RSA, DSA, 디피-헬만 키 교환, 타원 암호, GOST R 34.10-2001

## 같이 보기
- LibreSSL